# Джанкшен-Сіті (Арканзас)
Джанкшен-Сіті (англ. Junction City) — місто (англ. city) в США, в окрузі Юніон штату Арканзас. Населення — 503 особи (2020).

## Географія
Джанкшен-Сіті розташований на висоті 59 метрів над рівнем моря за координатами 33°1′20″ пн. ш. 92°43′25″ зх. д. / 33.02222° пн. ш. 92.72361° зх. д. (33.022124, -92.723662).  За даними Бюро перепису населення США в 2010 році місто мало площу 2,92 км², уся площа — суходіл.

## Демографія
Згідно з переписом 2010 року, у місті мешкала 581 особа в 241 домогосподарстві у складі 149 родин. Густота населення становила 199 осіб/км².  Було 264 помешкання (90/км²). 
Расовий склад населення:
| - 53,2 % — білих - 46,0 % — чорних або афроамериканців |

До двох чи більше рас належало 0,9 %. Іспаномовні складали 0,3 % від усіх жителів.
За віковим діапазоном населення розподілялося таким чином: 28,1 % — особи молодші 18 років, 58,5 % — особи у віці 18—64 років, 13,4 % — особи у віці 65 років та старші. Медіана віку мешканця становила 38,0 року. На 100 осіб жіночої статі у місті припадало 102,4 чоловіків;  на 100 жінок у віці від 18 років та старших — 88,3 чоловіків також старших 18 років.
Середній дохід на одне домашнє господарство  становив 46 126 доларів США (медіана — 45 556), а середній дохід на одну сім'ю — 47 028 доларів (медіана — 45 972). За межею бідності перебувало 26,5 % осіб, у тому числі 25,2 % дітей у віці до 18 років та 24,7 % осіб у віці 65 років та старших.
Цивільне працевлаштоване населення становило 233 особи. Основні галузі зайнятості: освіта, охорона здоров'я та соціальна допомога — 40,8 %, роздрібна торгівля — 9,0 %, виробництво — 8,6 %.
За даними перепису населення 2000 року в Джанкшен-Сіті мешкало 721 осіб, 186 сімей, налічувалося 251 домашнє господарство і 288 житлових будинків. Середня густота населення становила близько 249 осіб на один квадратний кілометр. Расовий склад Джанкшен-Сіті за даними перепису розподілився таким чином: 55,20% білих, 43,00% — чорних або афроамериканців, 0,55% — корінних американців, 0,14% — азіатів, 1,11% — представників змішаних рас.
Іспаномовні склали 0,69% від усіх жителів міста.
З 251 домашніх господарств в 34,3% — виховували дітей віком до 18 років, 53,4% представляли собою подружні пари, які спільно проживали, в 15,5% сімей жінки проживали без чоловіків, 25,5% не мали сімей. 23,1% від загального числа сімей на момент перепису жили самостійно, при цьому 13,5% склали самотні літні люди у віці 65 років та старше. Середній розмір домашнього господарства склав 2,71 особи, а середній розмір родини — 3,17 особи.
Населення міста за віковим діапазоном за даними перепису 2000 року розподілилося таким чином: 29,1% — жителі молодше 18 років, 9,0% — між 18 і 24 роками, 22,3% — від 25 до 44 років, 21,4% — від 45 до 64 років і 18,2% — у віці 65 років та старше. Середній вік мешканця склав 36 років. На кожні 100 жінок в Джанкшен-Сіті припадало 102,5 чоловіків, у віці від 18 років та старше — 92,1 чоловіків також старше 18 років.
Середній дохід на одне домашнє господарство в місті склав 27 981 долар США, а середній дохід на одну сім'ю — 29 107 доларів. При цьому чоловіки мали середній дохід в 30 000 доларів США на рік проти 15 313 доларів середньорічного доходу у жінок. Дохід на душу населення в місті склав 11 803 долари на рік. 24,1% від усього числа сімей в окрузі і 31,7% від усієї чисельності населення перебувало на момент перепису населення за межею бідності, при цьому 40,5% з них були молодші 18 років і 26,4% — у віці 65 років та старше.